# Бат (Мэн)
Бат (англ. Bath) — город в штате Мэн, США.

## География
Согласно Бюро переписи США, площадь города составляет 34,3 км², из которых 23,6 км² — это земельные угодья и городская застройка, а 10,7 км² — водные пространства. Город расположен у реки Кеннебек; омывается водами залива Каско.

## Демография
По результатам переписи 2000 года, в городе проживало 9,266 человек (2344 семей), имелось 4,042 домохозяйства. Плотность населения — 392,7 чел./км²). По расовой принадлежности — 94,92 % населения — белые, 1,60 % — афроамериканцы, 0,58 % — индейцы, 0.47 % — азиаты, 0,13 % населения имеют происходят из стран Океании, 0,68 % принадлежат к другим расам и народам, 1.62 % населения указали, что принадлежат к более чем 1 расе.
Средний доход одного домохозяйства составляет $36 372 США, средний доход 1 семьи — $45 830 США.